# Festklänge
Festklänge, S. 101, è il settimo poema sinfonico di Franz Liszt. Scritto nel 1853 durante il periodo di Liszt a Weimar, fu eseguito per la prima volta il 9 novembre 1854 e fu pubblicato nel 1857. Il titolo tedesco significa "suoni di festa", e Liszt aveva concepito il pezzo da riprodurre al suo matrimonio con la principessa Carolyne zu Sayn-Wittgenstein.